# Gustav Haloun
Gustav Haloun (* 12. Januar 1898 in Pirnitz, Markgrafschaft Mähren, Österreich-Ungarn; † 24. Dezember 1951 in Cambridge) war ein Sinologe.

## Leben
Der Sohn eines Forstrats besuchte von 1908 bis 1916 das Staatliche Obergymnasium in Iglau. Ab Mai 1916 diente er in der Gemeinsamen Armee. Nach Kriegsende studierte er Sinologie, Japanologie, Ethnologie, Vorgeschichte, Alte Geschichte, Geschichte des Vorderen Orients und Religionswissenschaft an den Universitäten  Wien und Leipzig. In Wien lernte er Chinesisch bei Arthur von Rosthorn, in Leipzig war sein bedeutendster Lehrer der Sinologe August Conrady. Haloun promovierte am 2. August 1923 in Leipzig. Er habilitierte sich 1926 an der Deutschen Universität Prag und lehrte dort bis 1927 als Privatdozent. Von 1928 bis 1931 hatte er einen Lehrauftrag für Sinologie an der Universität Halle. Ab November 1931 war er Leiter des Sinologischen Seminars der Universität Göttingen, wo er im März 1934 zum nichtbeamteten außerordentlichen Professor ernannt wurde. Er vertrat die Sinologie-Lehrstühle in Bonn (SS 31 und SS 36) und Berlin (SS 36). Da er sich gegen das NS-Regime zur Wehr setzte, ging er im November 1938 an die Universität Cambridge, wo er als Nachfolger von Arthur Christopher Moule den Lehrstuhl für chinesische Sprache und Geschichte übernahm.